# Omar Monza
Omar Ubaldo Monza, né le 17 février 1929 et mort le 17 juin 2017, est un joueur argentin de basket-ball.

## Palmarès
- Champion du monde 1950
- Finaliste des Jeux panaméricains de 1951